# Bishop Sutton
Bishop Sutton – wieś w Anglii, w hrabstwie ceremonialnym Somerset, w dystrykcie (unitary authority) Bath and North East Somerset. Leży 13 km na południe od miasta Bristol i 173 km na zachód od Londynu.